# Col de la Joux
Ne doit pas être confondu avec Col de Joux.
Le col de la Joux, parfois appelé col de Saint-Maurice-Crillat, est un col routier à 1 026 mètres d'altitude dans le massif du Jura. Il est situé dans le département du Jura à l'est de Clairvaux-les-Lacs.

## Toponymie
La « joux » est une appellation pour une forêt montagneuse.

## Géographie
Situé sur le territoire de la commune de Nanchez dans la forêt de Prénovel, le col est franchi par la route départementale 28 et se trouve en limite occidentale du parc naturel régional du Haut-Jura. 

## Activité

### Cyclisme
Le Tour de France a emprunté ce col par le versant nord en 2017, classé en 3e catégorie lors de la 8e étape avec le passage en tête de Warren Barguil.

### Ski nordique
Fermé en hiver, le col reçoit des pistes de ski nordique de la station Haut-Jura Grandvaux.